# David Hunt (regatista)
David Charles Gower Hunt (Woolwich, 22 de mayo de 1934) es un deportista británico que compitió en vela en las clases Flying Dutchman y Tempest.
Participó en dos Juegos Olímpicos de Verano en los años 1972 y 1976, obteniendo una medalla de plata en Múnich 1972 en la clase Tempest. Ganó una medalla de oro en el Campeonato Mundial de Flying Dutchman de 1967 y dos medallas de oro en el Campeonato Europeo de Flying Dutchman, en los años 1966 y 1967.

## Palmarés internacional
| Campeonato Mundial | Campeonato Mundial | Campeonato Mundial | Campeonato Mundial |
| Año                | Lugar              | Medalla            | Clase              |
| ------------------ | ------------------ | ------------------ | ------------------ |
| 1967               | Montreal (Canadá)  | Medalla de oro     | Flying Dutchman    |
| Campeonato Europeo |                    |                    |                    |
| Año                | Lugar              | Medalla            | Clase              |
| 1966               | Horten (Noruega)   | Medalla de oro     | Flying Dutchman    |
| 1967               | Bandol (Francia)   | Medalla de oro     | Flying Dutchman    |

| Juegos Olímpicos | Juegos Olímpicos | Juegos Olímpicos | Juegos Olímpicos |
| Año              | Lugar            | Medalla          | Clase            |
| ---------------- | ---------------- | ---------------- | ---------------- |
| 1972             | Múnich (RFA)     | Medalla de plata | Tempest          |